# El Pacífico, Coahuila
El Pacífico är en ort i Mexiko.   Den ligger i kommunen Matamoros och delstaten Coahuila, i den centrala delen av landet, 800 km nordväst om huvudstaden Mexico City. El Pacífico ligger 1 133 meter över havet och antalet invånare är 447.
Terrängen runt El Pacífico är platt åt nordost, men åt sydväst är den kuperad. Runt El Pacífico är det mycket glesbefolkat, med 3 invånare per kvadratkilometer. Närmaste större samhälle är Torreón, 12,2 km nordväst om El Pacífico. Omgivningarna runt El Pacífico är i huvudsak ett öppet busklandskap.